# ليو تاونسند
ليو تاونسند (بالإنجليزية: Leo Townsend)‏ هو لاعب كرة قاعدة أمريكي، ولد في 15 يناير 1891 في موبيل في الولايات المتحدة، وتوفي بنفس المكان في 3 ديسمبر 1976.